# Gerardesca
Gerardesca (ur. ok. 1212 w Pizie, we Włoszech, zm. 27 maja 1269) – włoska mistyczka i błogosławiona Kościoła katolickiego.

## Życiorys
Gerardesca urodziła się w zamożnej rodzinie. Z woli ojca wyszła za mąż za Alferio di Bandino. Oboje pragnęli poświęcić się swojej religii; mąż wstąpił do klasztoru Kamedułów San Sabino a ona w osobnej celi spędziła w nim resztę życia w tym samym klasztorze. Według tradycji miała doświadczenia mistyczne, przypisywano jej cuda oraz miała dar prorodztwa. Zmarła 27 maja 1269. Jej kult został potwierdzony przez Piusa IX 29 maja 1856.